# ISO 9999
Die Norm ISO 9999 Hilfsmittel für Menschen mit Behinderungen – Klassifikation und Terminologie bietet einen Überblick über Produkte, die als Hilfsmittel für behinderte Menschen eingesetzt werden.
Die Klassifikation wird laufend an neue technische Entwicklungen und Erfordernisse angepasst.
Herausgeber ist die Internationale Organisation für Normung (ISO) und deren Technisches Komitee ISO/TC 173.
Europäische NormDie ursprüngliche ISO 9999 wurde vom Europäischen Komitee für Normung (CEN) in eine Europäische Norm (EN) mit gleicher Nummer überführt (EN ISO 9999).
DeutschlandDie gültige Fassung wird als DIN-Norm DIN EN ISO 9999 vom Deutschen Institut für Normung herausgegeben. Durch die Übersetzung aus dem Englischen hat diese Klassifikation eine eigene Terminologie, die sich von denen anderer Gliederungen z. B. des Hilfsmittelverzeichnisses der Gesetzlichen Krankenversicherung unterscheidet. Die gesetzliche Grundlage befindet sich unter Hilfsmittel (Rehabilitation). Eine umfangreiche Übersicht über Einzelprodukte nach dieser Klassifikation wird von der Datenbank Rehadat des Instituts der deutschen Wirtschaft in Köln geboten.
ÖsterreichDie Fassung wird als ÖNORM EN ISO 9999 von Austrian Standards International herausgegeben.
Technische Hilfen (für behinderte Menschen) werden in der ISO 9999 definiert als „Produkte, Geräte, Ausrüstungen oder technische Systeme, die von behinderten Menschen benutzt werden, seien sie Sonderanfertigungen oder allgemein verfügbar, die Schädigung, Fähigkeitsstörung oder Beeinträchtigung verhindern, ausgleichen, überwachen, erleichtern oder neutralisieren“. Sie werden häufig als Hilfsmittel oder Hilfstechnologie bezeichnet.
Die Klassifikation dieser Norm basiert auf der jeweiligen Funktion der Produkte. Für jede Hilfsmittelart wird eine sechsstellige „ISO-Nummer“ mit drei hierarchischen Gliederungsebenen vergeben. Zum Beispiel 12 12 18:
12 Hilfsmittel für die persönliche Mobilität
12 12 Kraftfahrzeug-Anpassungen
12 12 18 Hebegeräte am Kraftfahrzeug, um Personen im Rollstuhl in ein Kraftfahrzeug zu heben
In der obersten Gliederungsebene werden in Fassung von 22. Oktober 2006 folgende Hilfsmittel-Gruppen definiert:
- 04 Hilfsmittel für die persönliche medizinische Behandlung
- 05 Hilfsmittel für das Training von Fähigkeiten
- 06 Orthesen und Prothesen
- 09 Hilfsmittel für die persönliche Versorgung und Sicherheit
- 12 Hilfsmittel für die persönliche Mobilität
- 15 Hilfsmittel im Haushalt
- 18 Mobiliar und Hilfen zur Wohnungs- und Gebäudeanpassung
- 22  Hilfsmittel für Kommunikation und Information
- 24 Hilfsmittel für die Handhabung von Objekten und Vorrichtungen
- 27 Hilfsmittel für eine bessere Gestaltung der Umgebung, Werkzeuge und Maschinen
- 30 Hilfsmittel für die Freizeit